# Qualiflyer
Qualiflyer era il nome di un programma frequent flyer creato nell'Aprile 1992 da Austrian Airlines, Crossair e Swissair. Quando successivamente Swissair cominciò, nel 1998, ad acquistare partecipazioni in varie compagnie aeree europee, anche queste adottarono Qualiflyer come loro programma fedeltà. Questo portò anche alla fondazione dell'alleanza aerea conosciuta come The Qualiflyer Group. Col fallimento di Swissair nel 2002, l'alleanza venne sciolta così come il programma ad essa connesso. Venne poi formata una compagnia incaricata di dare ad ogni compagnia aerea membro di Qualiflyer un proprio programma frequent flyer.
Al giorno d'oggi Swiss International Air Lines, nata dalla fusione di Swissair e Crossair dopo il grounding del 2002, partecipa al programma Miles&More di Lufthansa essendo parte della compagnia tedesca.

## Gli inizi
Qualiflyer venne formato nell'Aprile del 1992 ed è stato il primo programma frequent flyer europeo. Originariamente partecipavano, oltre a Swissair, anche la sua compagnia aerea regionale Crossair e la sua catena di hotel di lusso Swissôtel. Nei primi otto anni di vita i membri del programma salirono velocemente a due milioni, soprattutto grazie alla rinomata eccellenza di Swissair. Successivamente altre compagnie si unirono al programma, facendone aumentare ancora i partecipanti.

## Il logo
Il logo della Qualiflyer Group era un globo blu circondato da due bracci. Il tutto era circondato da dieci stelle, che rappresentavano le dieci compagnia aeree del gruppo. A tutte le compagnie membri del gruppo era richiesto di apporre il logo di Qualiflyer sul muso degli aerei.
Principalmente Swissair e Sabena avevano svariati aeroplani colorati in una livrea dedicata: la parte bassa della carlinga era colorata di blu con la scritta sul muso "The Qualiflyer Group".

## La creazione di una nuova alleanza
Nel 1998 Swissair, una delle compagnie aeree europee più conservative, decise di espandersi. Invece di attuare questo piano entrando in una delle già nascenti alleanze aeree Star Alliance, Skyteam e oneworld, la compagnia di bandiera svizzera decise di acquistare partecipazioni in varii vettori europei spesso in difficoltà. Tra queste si annoverano la belga Sabena, la portoghese TAP Portugal, l'italiana Air Europe e la polacca Polskie Linie Lotnicze LOT: tutte queste compagnie entrarono a far parte anche del programma di accumulo miglia Qualiflyer.
In un certo senso il Qualiflyer Group fu una delle cause del fallimento di Swissair.

## I livelli del Club
Il programma Qualiflyer fece, già agli inizi, una distinzione tra i viaggiatori abituali e i veri frequent flyer. Alla sua fondazione nel 1992 vennero lanciati due varianti: il Qualiflyer di base, per coloro che volessero semplicemente guadagnare miglia, e il Qualiflyer Travelclub, per i viaggiatori abituali di classe. Per accogliere le necessità di una particolare fetta di viaggiatori vennero aggiunti ulteriori livelli: nel 2001 il Qualiflyer Travelclub Gold per i migliori viaggiatori del livello Travelclub ed il Qualiflyer Circle, un gruppo esclusivo di membri selezionati. Fondato nel 1994, l'esistenza del "Circle" non fu mai pubblicizzata per mantenerne l'esclusività.
Al passaggio al livello successivo si aggiungevano benefici e vantaggi sempre più esclusivi.

## Partecipanti
| Compagnia                  | Qualiflyer                                                                           | Oggi |
| -------------------------- | ------------------------------------------------------------------------------------ | --- |
| Air Europe                 |                                                                                      | Dopo il fallimento di Swissair è stata acquistata dal Gruppo Volare di Alitalia, ha cessato le operazioni nel 2008.                   |
| Air Liberté                |                                                                                      | Acquistata da British Airways, ha cessato le operazioni nel 2001.                                                                     |
| Air Littoral               |                                                                                      | Dopo svariati tentativi di rilancio ha cessato le operazioni nel 2004.                                                                |
| AOM French Airlines        |                                                                                      | Ha cessato le operazioni nel 2001. |
| Austrian Airlines          | Membro fondatore.                                                                    | Dopo il fallimento di Qualiflyer è entrata in Star Alliance e ha adottato il programma Miles&More.                                    |
| Balair                     | Non faceva parte dell'alleanza ma partecipava solamente al programma frequent flyer. | Ha cessato le operazioni nel 2001 assieme a Swissair.                                                                                 |
| Crossair                   | Membro fondatore.                                                                    | Dopo il fallimento di Swissair si è fusa con la stessa per dar vita a Swiss International Air Lines, membro di Star Alliance.         |
| Polskie Linie Lotnicze LOT |                                                                                      | Dopo il fallimento di Qualiflyer è entrata in Star Alliance e ha adottato il programma Miles&More.                                    |
| LTU International          | Non faceva parte dell'alleanza ma partecipava solamente al programma frequent flyer. | Acquistata da Air Berlin nel 2007. |
| Portugália                 |                                                                                      | Dopo il fallimento di Qualiflyer stava per entrare in SkyTeam ma, essendo divenuta parte di TAP Portugal, è entrata in Star Alliance. |
| Sabena                     |                                                                                      | Ha cessato le operazioni nel 2001 assieme a Swissair.                                                                                 |
| Swissair                   | Membro fondatore.                                                                    | Dopo il fallimento si è fusa con Crossair per dar vita a Swiss International Air Lines, membro di Star Alliance.                      |
| TAP Portugal               |                                                                                      | Dopo il fallimento di Qualiflyer è entrata in Star Alliance e ha adottato il programma "Victoria".                                    |
| Turkish Airlines           |                                                                                      | Dopo il fallimento di Qualiflyer è entrata in Star Alliance e ha adottato il programma "Miles & Smiles".                              |
| Volare Airlines            |                                                                                      | Dopo il fallimento di Swissair è stata acquistata dal Gruppo Volare di Alitalia, ha cessato le operazioni nel 2008.                   |
| American Airlines          | Accordo tra AAdvantage e Qualiflyer per l'accumulo miglia.                           | Fa parte dal 1999 di oneworld. |
| Finnair                    | Accordo tra Finnair Plus e Qualiflyer per l'accumulo miglia.                         | Fa parte dal 1999 di oneworld. |